# Миранда, Аврора
Авро́ра Мира́нда (порт. Aurora Miranda; 20 апреля 1915[…], Рио-де-Жанейро — 22 декабря 2005[…], Рио-де-Жанейро) — бразильская певица, танцовщица и актриса.

## Биография
Аврора Миранда да Кунья родилась 20 апреля 1915 года в Рио-де-Жанейро. Отец — Хосе Мария Пинту да Кунья (1887—1938), мать — Мария Эмилия Миранда (1886—1971), оба эмигрировали из Португалии незадолго до рождения Авроры. Старшая сестра — Кармен (1909—1955), была очень известной певицей, танцовщицей и актрисой. Вторая старшая сестра, Сесилия (1913—2011), была малоизвестной певицей.
Аврора начала выступать на радио (Rádio Mayrink Veiga) и сценах с 18-летнего возраста, в 20 лет начала сниматься в кино. В 1934 году записала песню «Чудесный город», которая стала гимном Рио-де-Жанейро. В 1940 году Аврора вышла замуж. Кармен подарила ей на свадьбу платье, расшитое золотом, а также поездку в США. Аврора с мужем остались там на одиннадцать лет, в 1944—1945 годах актриса снялась в пяти американских лентах, в том числе в мультфильме «Три кабальеро». Здесь она стала одним из первых людей в истории, взаимодействующих с анимационными персонажами в звуковом фильме. В 1951 (или 1952) году пара вернулась в Рио-де-Жанейро, где у них вскоре родилось двое детей.
Аврора Миранда скончалась 22 декабря 2005 года в Рио-де-Жанейро от инфаркта миокарда. Похоронена на кладбище Святого Иоанна Крестителя.

### Личная жизнь
В 1940 году Аврора вышла замуж за мужчину по имени Габриэль Александр Ришайд. Брак продолжался ровно полвека до самой смерти мужа в 1990 году. У пары осталось двое детей: Габриэль и Мария Паула.

## Фильмография
| - 1935 — Студенты / Estudantes — в роли самой себя - 1935 — Привет, привет, Бразилия! / Alô, Alô, Brasil! — танцовщица, певица - 1936 — Привет, привет, карнавал! / Alô Alô Carnaval — танцовщица, певица - 1944 — Леди-призрак / Phantom Lady — Эстела Монтейро (в титрах указана как Аврора) - 1944 — Конспираторы / The Conspirators — поющая девушка, играющая на фаду (в титрах не указана) - 1944 — Бразилия / Brazil — Байларина, исполнительница экзотических танцев - 1944 — Три кабальеро / The Three Caballeros — девушка из Бразилии (в титрах указана как Аврора Миранда из Бразилии) - 1945 — Расскажи это звезде / Tell It to a Star — танцовщица - 1954 — Диснейленд / Disneyland — девушка из Бразилии (в эпизоде A Present for Donald; архивная съёмка) - 1981 — Однажды один мышонок… / Once Upon a Mouse — в роли самой себя (док., к/м) - 1989 — Лучшие дни впереди / Dias Melhores Virão — Аврора - 1995 — Кармен Миранда: Бананы — это мой бизнес / Carmen Miranda: Bananas is My Business — в роли самой себя (док.) | - 1935 — Студенты / Estudantes — «Onde Está o Seu Carneirinho?» и «Linda Ninon» - 1935 — Привет, привет, Бразилия! / Alô, Alô, Brasil! — «Cidade Maravilhosa» и «Ladrãozinho» - 1936 — Привет, привет, карнавал! / Alô Alô Carnaval — «Cantores do Rádio» и «Molha o Pano» - 1939 — Банан на земле / Banana da Terra — «Menina do Regimento» - 1944 — Леди-призрак / Phantom Lady — «Chick-ee-Chick» - 1944 — Конспираторы / The Conspirators — «Rua do Capelão» - 1944 — Три кабальеро / The Three Caballeros — «Os Quindins de Yayá» - 1989 — Лучшие дни впереди / Dias Melhores Virão — «Você Só Mente» |

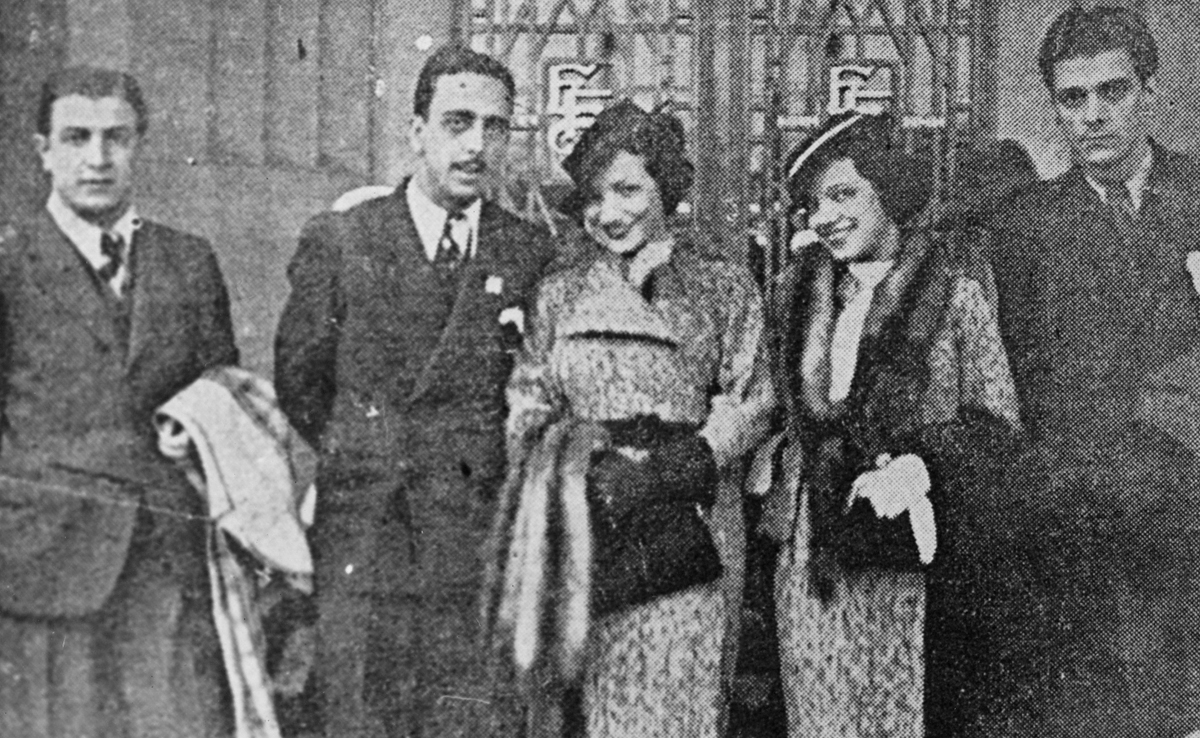
Аврора (вторая справа) с сестрой Кармен (в центре) и трое неизвестных мужчин. Сан-Паулу, 1934 год.
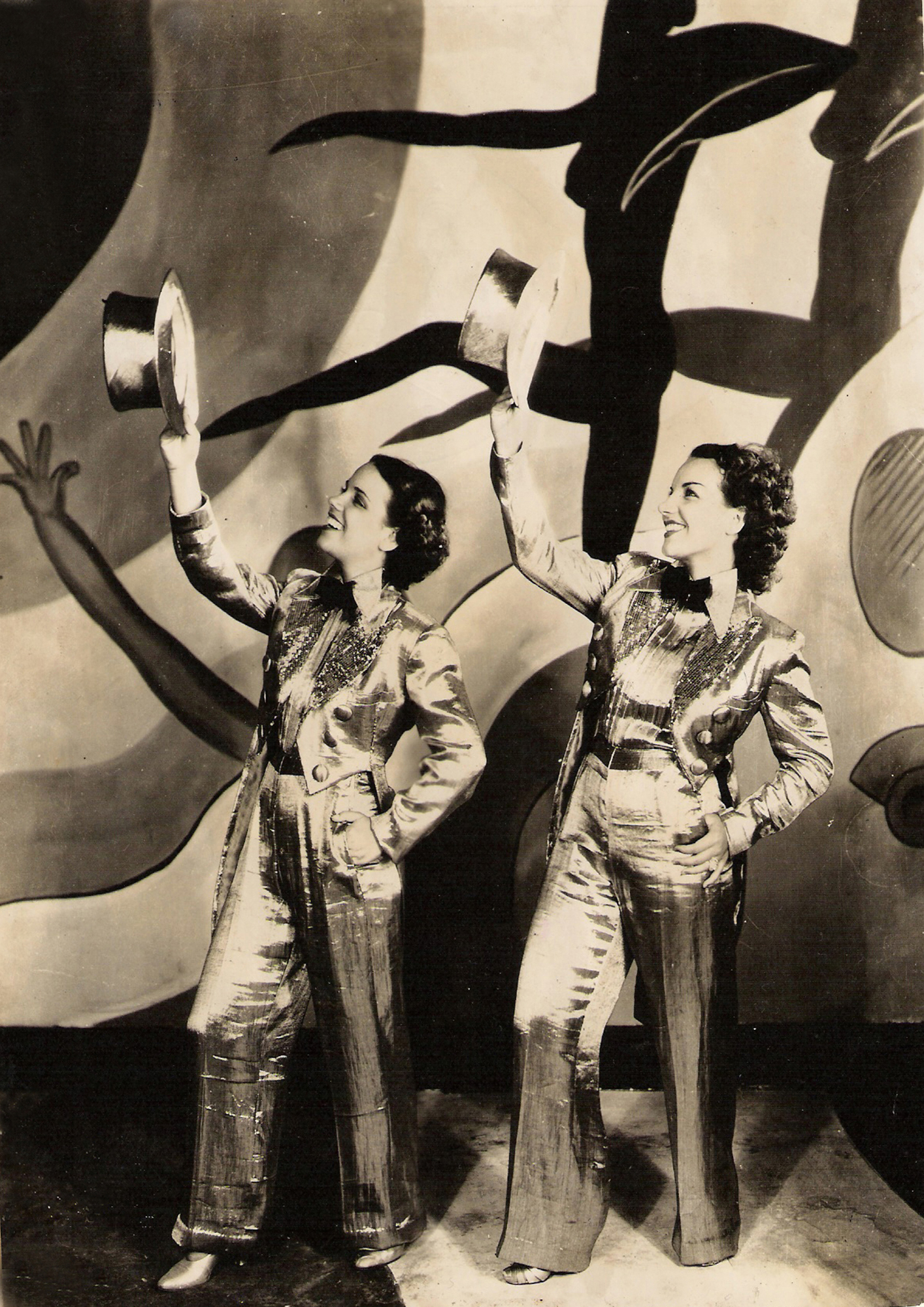
С сестрой Кармен в фильме «Привет, привет, карнавал![англ.]» (1936).
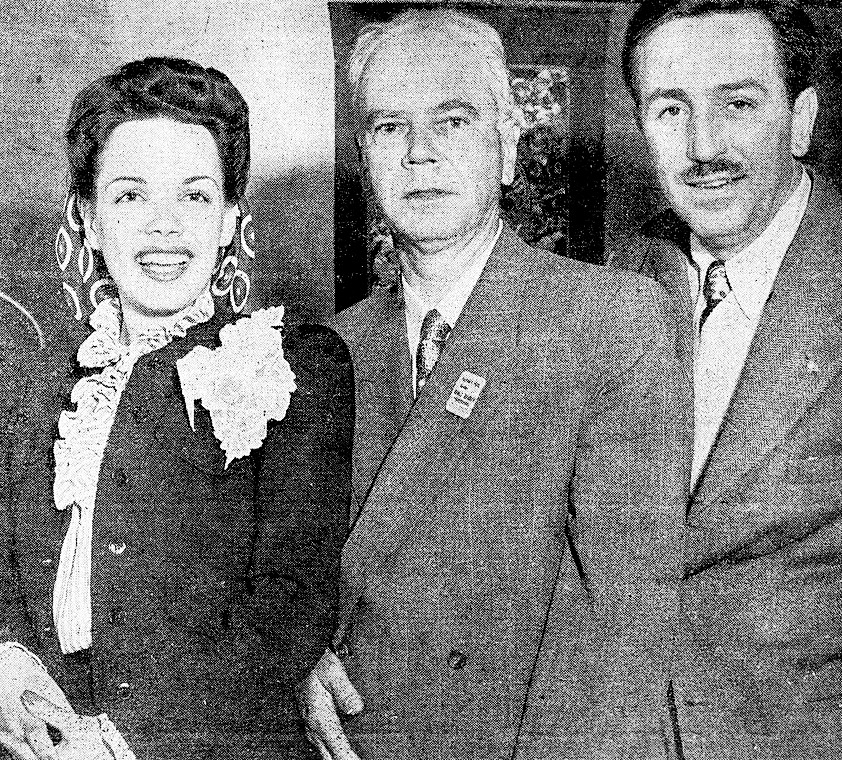
Слева направо: Аврора, бразильский корреспондент Белисарио де Сьюза, Уолт Дисней. 1943 год.
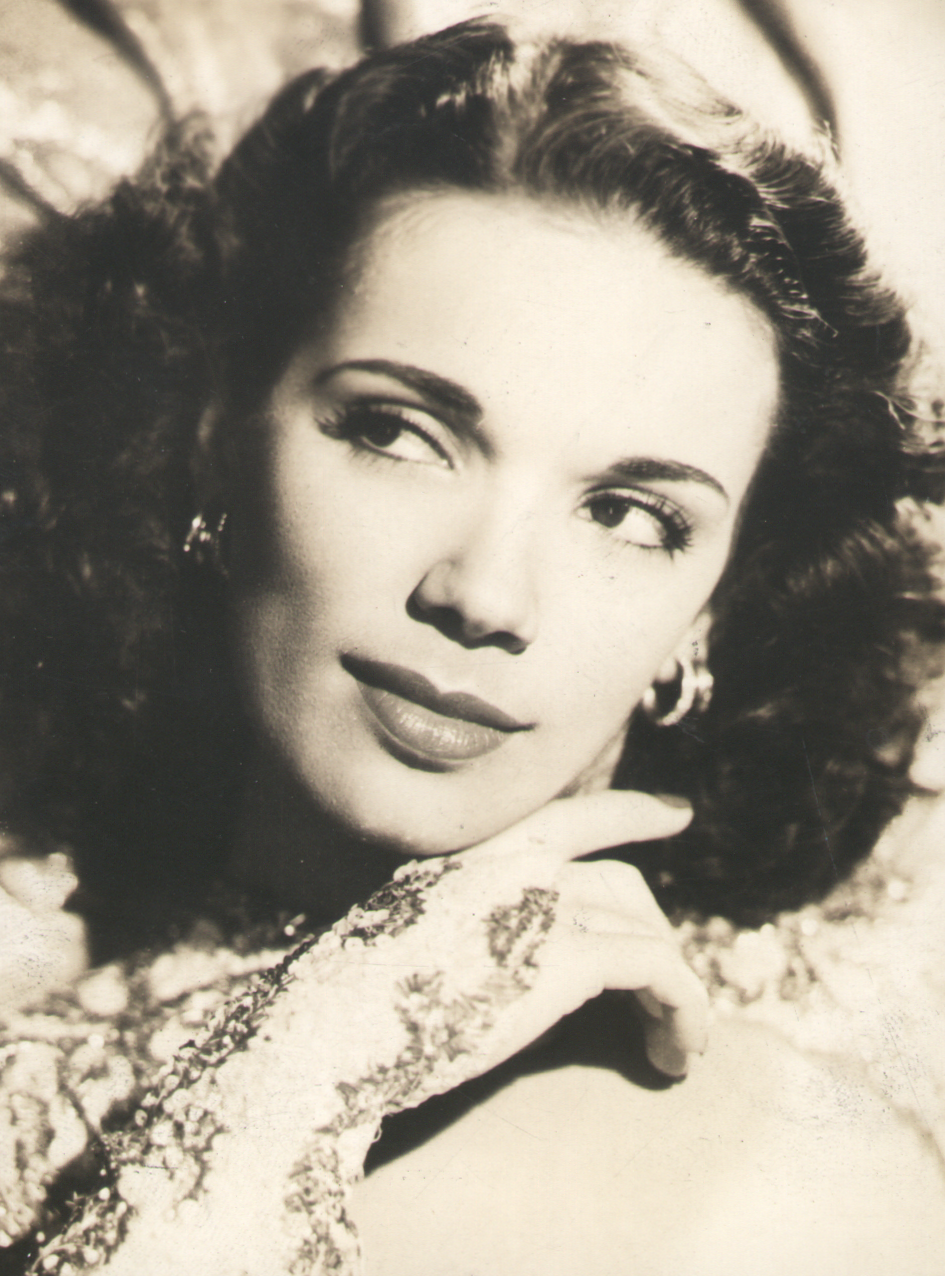
Студийное фото. 1944 год.